# Isabella Miehe-Renard
Isabella Miehe-Renard (født 5. juni 1967) er en dansk journalist, studievært, forfatter og foredragsholder.
Hun er datter af skuespiller Louis Miehe-Renard og faster til Camilla Miehe-Renard.
I lighed med flere andre tv-værter i samtiden begyndte Isabella Miehe-Renard sin karriere på den københavnske lokal-tv-station Kanal 2. Det var i 1986. Blot to år senere rykkede hun til TV 2, hvor hun blev vært på fredagsunderholdningsprogrammet Eleva2ren. Tre år senere kom hun efter eget ønske til TV 2 Nyhederne. Sidenhen blev hun kulturvært på TV 2, gik freelance og skiftede til DR, hvor hun blev vært for litteraturprogrammet Bestseller på DR2.
I 2008 udgav hun selvbiografien På, hvor hun fortalte om at hun havde haft selvmordstanker og lidt af depression. 